# Jan Jacobs May van Schellinkhout
Jan Jacobs May van Schellinkhout (fl. XVI secolo) è stato un navigatore ed esploratore olandese, vissuto tra il XVI secolo e il XVII secolo. Egli è originario della regione storica della Frisia.

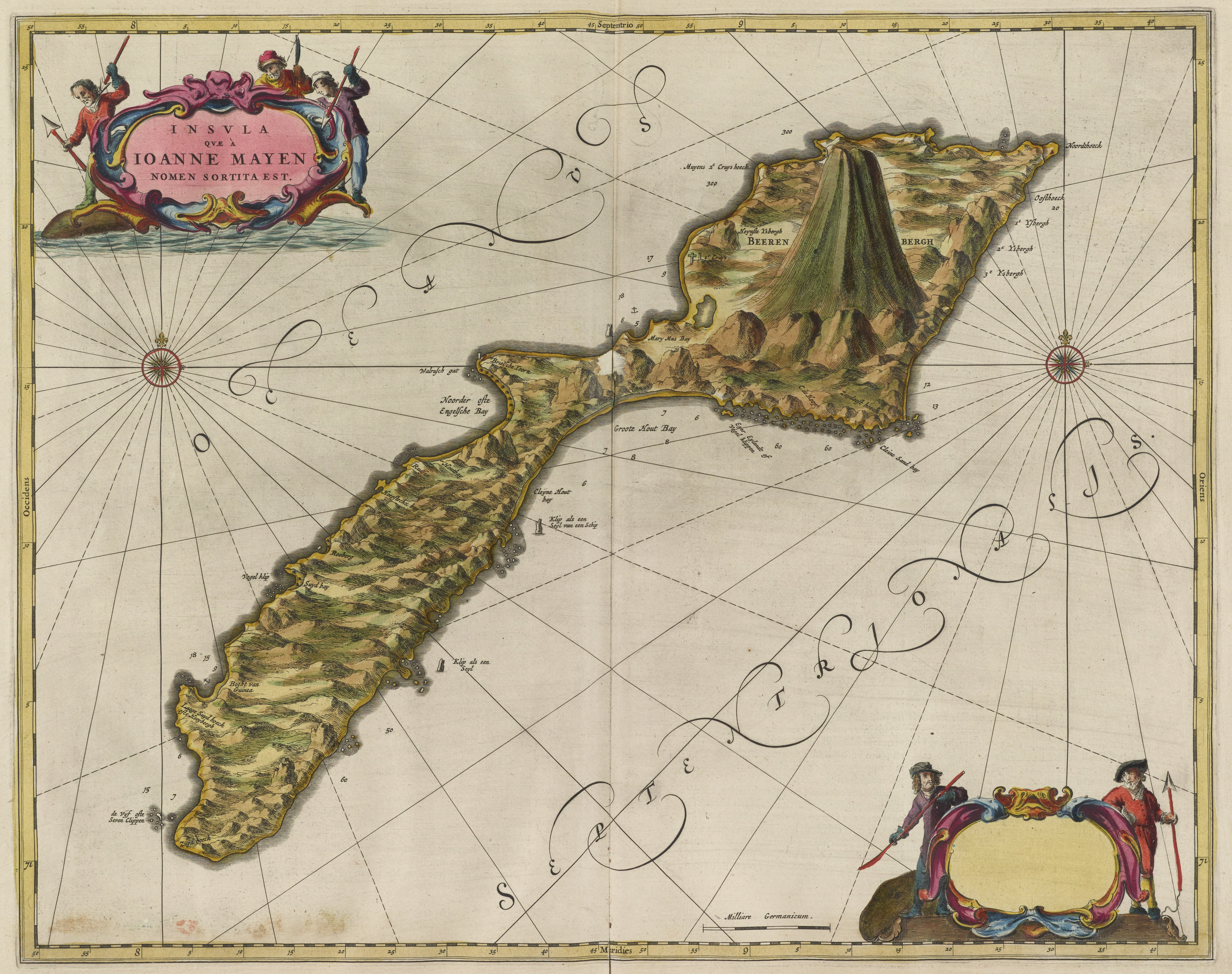
Isola di Joan Mayen

Egli approdò sulle coste dell'isola di Jan Mayen nel 1614. Joris Carolus, uno dei membri dell'equipaggio, realizzò una carta geografica dell'isola e battezzò la punta settentrionale dell'isola Jan Meys Hoeck.